# Локулус
Локулус (лат. маленьке місце) — ранець римських солдатів. Використовувався для зберігання пайків та особистих речей воїна.
Вважається, що "локулус" мав розміри приблизно 45х30 см і, ймовірно, був виготовлений зі шкіри. Виготовлявся цільним шматком з однієї козячої шкури, хоча можливе також використання телячої шкіри. Діагональні ремені зміцнюють сумку. Посередині передньої частини сумки ці ремені утримували бронзове кільце з грибоподібною шпилькою, яка утримувала трикутний відкидний замок. У верхніх кутах містилися два простих бронзових кільця для підвішування сумки під час перенесення її на жердині

## Етимологія
Loculus — це латинське слово, яке буквально означає «маленьке місце» і використовувалося в багатьох значеннях, зокрема для позначення сумки. Ранці носили римські солдати як частину свого «сарцина» або багажу.

## Реконструкція
Жоден "локулус" не зберігся повністю, хоча деякі невеликі шматки шкіри, знайдені на пагорбі Бар-Хілл (Стратклайд, Шотландія), були попередньо ідентифіковані як частини "локулус". Об'єкт відомий насамперед з ілюстрацій на Колоні Траяна.
Було багато спроб реконструювати "локулус" для історичної реконструкції.

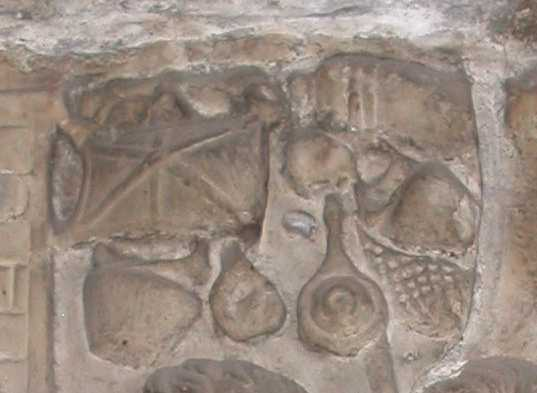
Похідний рюкзак солдата, з колони Траяна
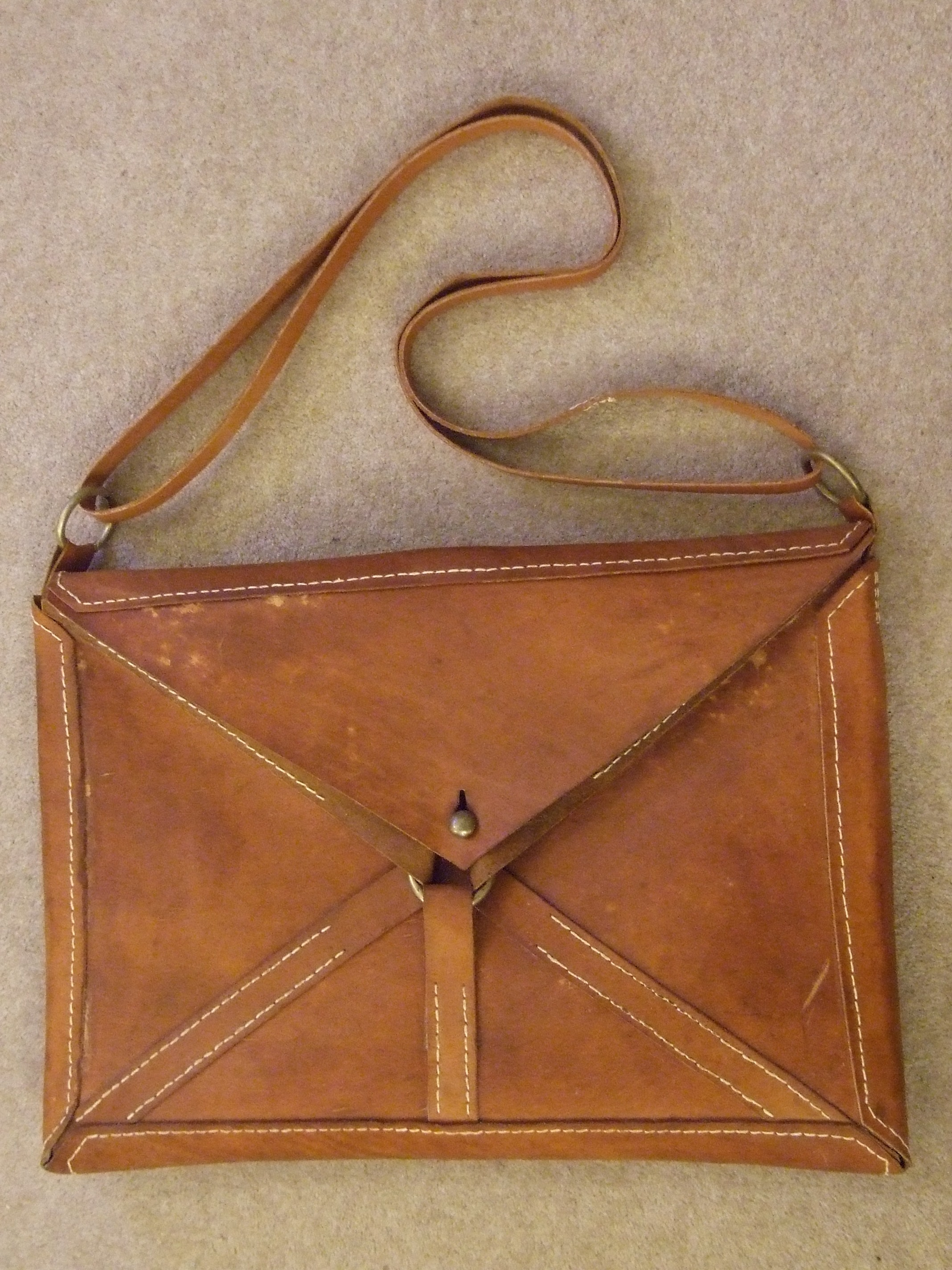
Одна з реконструкцій локулуса
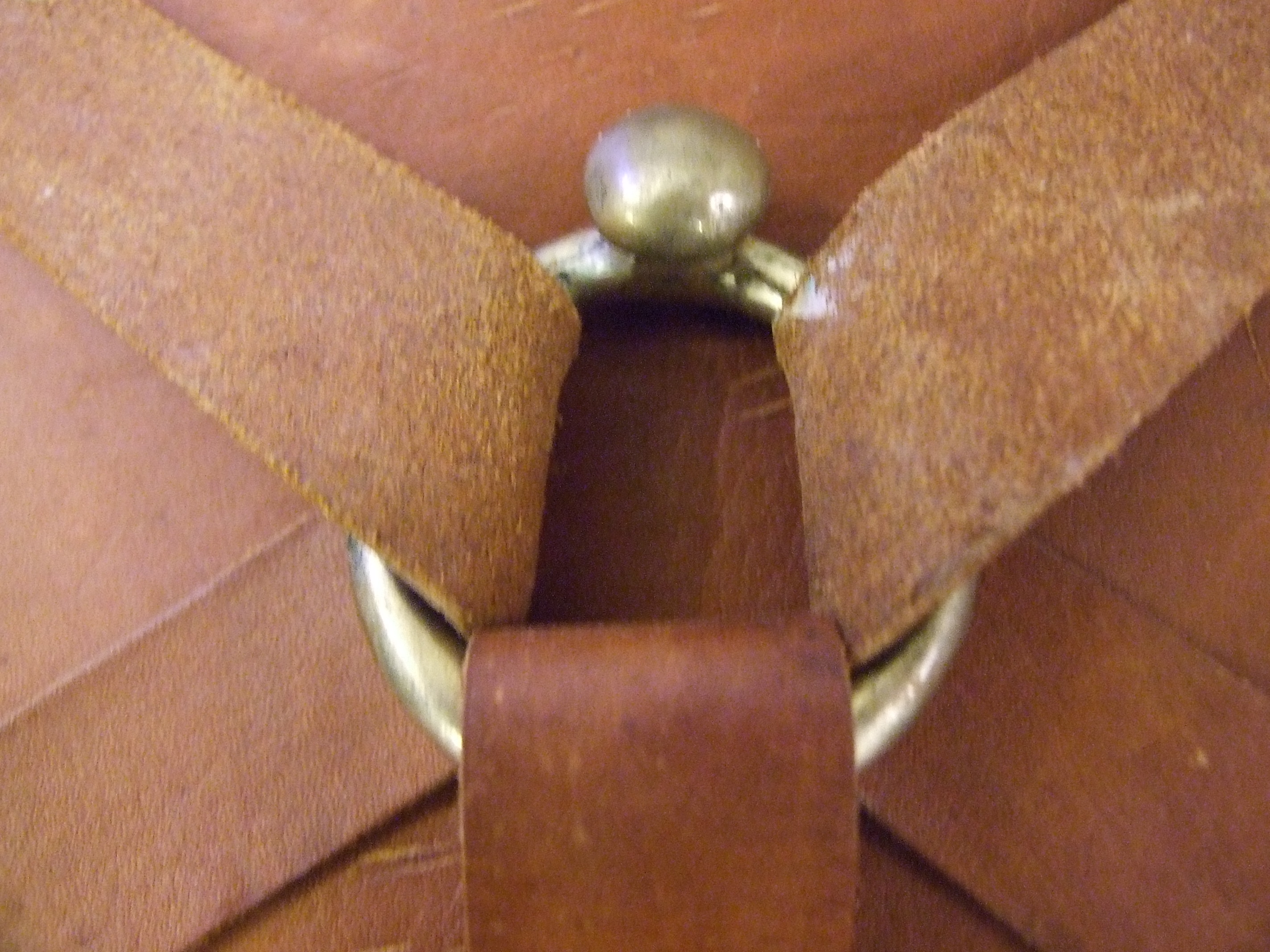
Loculus Реконструкція пряжки
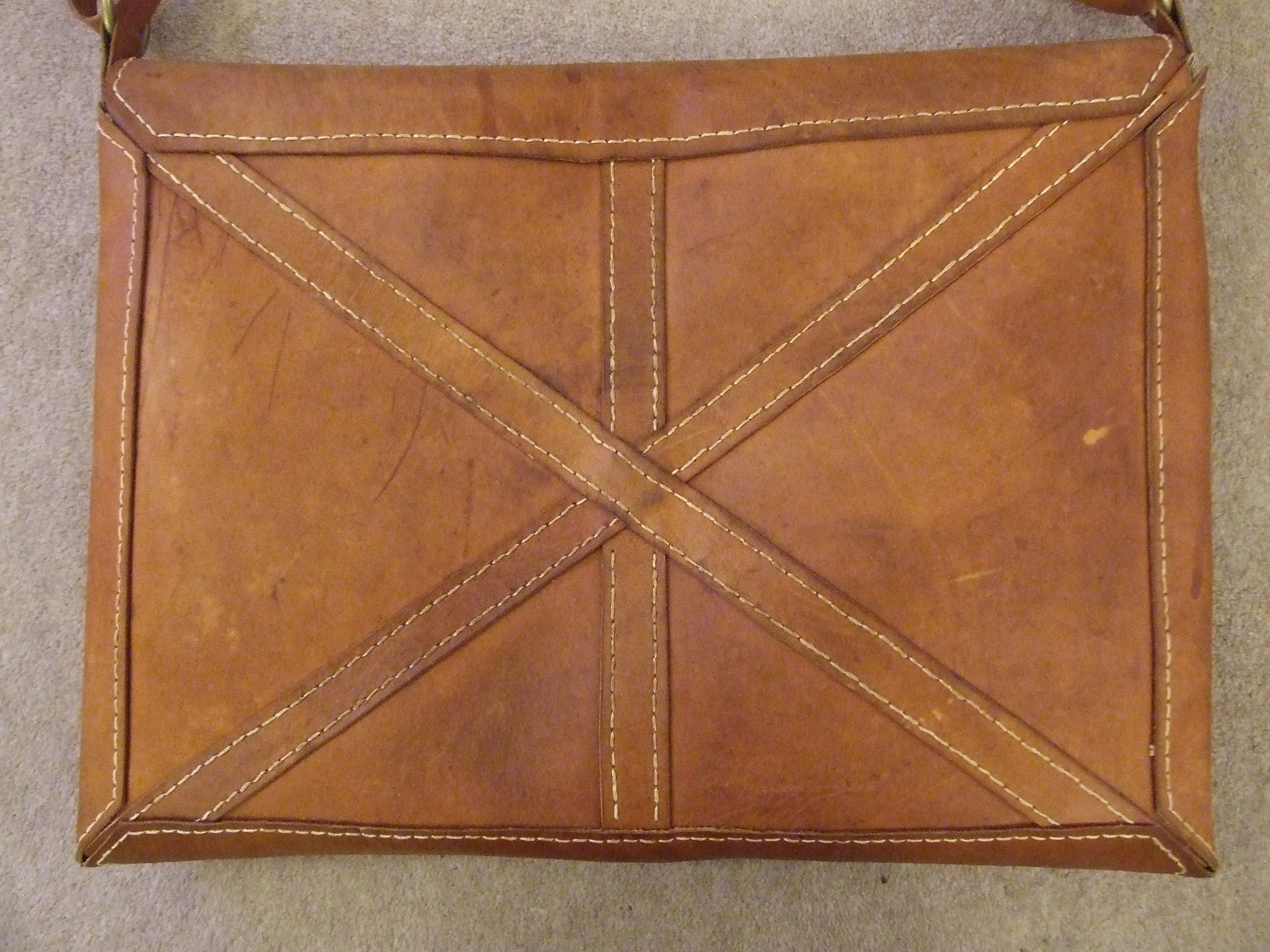
Зворотний бік